# Plaça de la Fira
La Plaça de la Fira és el nom que rep la que es podria descriure com la plaça Major de la vila de Cardona.

## Història
En un principi, el Firal era una àrea fora muralles del nucli antic primigeni. El seu domini requeia en la família vescomtal a recer de les dues torres o fortesa que s'aixecaven a tocar la plaça del mercat i l'església de Sant Miquel des del segle xii. Amb l'eixamplament de la vila entre els segles XIII -XIV, aquesta àrea acolliria algun aplec comercial amb caràcter anual que entre les seves característiques, requeria un major espai del que oferien la plaça i el Mercat. Amb la construcció del nou temple de Sant Miquel (1320) i l'enderroc de les dues torres vescomtals (1345) es va capgirar totalment la fesomia de la plaça.
Entre 1350 i 1360 la Fira ja s'havia convertit en el punt de celebració dels Consells Generals i l'any 1391, el Comú ampliava el Firal, que a poc a poc pren la fesomia de la plaça major de la vila, ja dins els nous conceptes de l'urbanisme baix-medieval, en especial el 1440, quan la muralla va ser objecte de reformes en aquest sector. Es va construir el portalet de la Fira per donar accés al camí de la font de Canconills i al camí de les Salines. La primera referència escrita que s'ha trobat d'aquesta portella data del 1457.
L'any 1405, el rei Martí I va ratificar, a precs del comte Joan Ramon Folc I i dels cònsols del Comú, la celebració de la Fira de Cardona. Aleshores ja s'havien construït la majoria de les cases amb porxos que envolten i delimiten el Firal.
La progressiva delimitació i urbanització de la plaça com a epicentre de l'activitat pública de la vila va tenir com a conseqüència la ubicació en aquest espai de la casa on el Consell del Comú celebrava les seves sessions. Ja hi ha constància que l'any 1417 se celebraven les reunions en una de les cases de la plaça. El Comú va comprar l'any 1630 l'edifici on hi ha l'actual Ajuntament.
S'ha remodelat l'espai de la Fira de Dalt l'any 2011.

## Actualitat
La Plaça de la Fira és l'epicentre de les activitats que tenen lloc al poble. S'hi celebra el mercat dels diumenges, els actes principals de les Fires de Cardona i de la Festa Major.
Per la Festa Major s'hi construeix cada any la plaça de braus on té lloc el Correbou i la Cargolera, dues celebracions tradicionals de Cardona.
S'hi pot trobar el monument commemoratiu fet per Josep Campeny amb motiu del segon centenari del setge de Cardona i l'Escultura eqüestre de Borrell II feta per Josep Maria Subirachs que commemora el mil·lenari de la vila.